# NGC 5227
NGC 5227 este o astronomical radio source⁠(d) situată în constelația Fecioara. A fost descoperită în 13 mai 1793 de către William Herschel.